# Горки (Воронезька область)
Горки (рос. Горки) — село у Новоусманському районі Воронезької області Російської Федерації.
Населення становить 389 осіб (2010). Входить до складу муніципального утворення Орловське сільське поселення.

## Історія
Населений пункт розташований у історичному регіоні Чорнозем'я. Від 1929 року належить до Новоусманського району, спочатку в складі Центрально-Чорноземної області, а від 1934 року — Воронезької області.
Згідно із законом від 15 жовтня 2004 року входить до складу муніципального утворення Орловське сільське поселення.

## Населення
| 2000 | 2005 | 2008 | 2010 |
| ---- | ---- | ---- | ---- |
| 371  | ↘355 | ↘236 | ↗389 |